# Kvillen

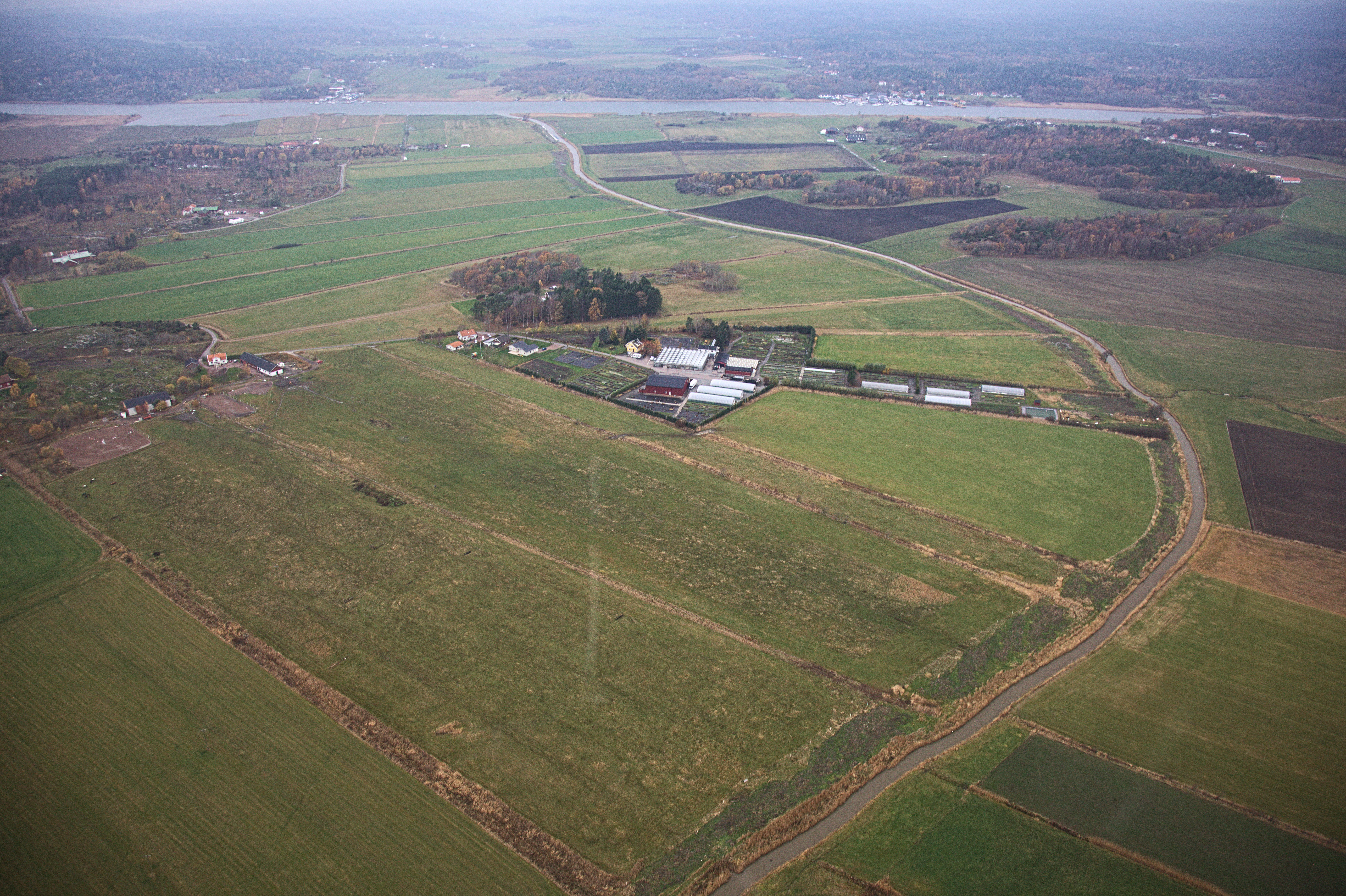
Kvillen och dess mynning i Nordre älv.

Kvillen är ett vattendrag som tillsammans med Kvillebäcken delar ön Hisingen mitt itu.
Kvillen mynnar i Nordre älv strax nordväst om Öxnäs. Kvillebäcken mynnar i Göta älv i Frihamnen, Göteborg.
Kvillen är en bifurkation, vilket här betyder att den från en punkt rinner åt två olika håll (dels mot norr, dels mot söder). Den är numera blockerad av Skogomevägen, som bildar en nordgräns för Hökälla naturområde.
Kvillen var tidigare till viss del gränsvatten mellan Norge och Sverige, numera delvis landskapsgräns mellan den västgötska och den bohuslänska delen av Hisingen.[källa behövs]
2011-2014 skedde en upprensning av Kvillen, då den hade växt och slammat igen på många håll. Genom bättre flöde ska avrinningen från åkrarna runt Tuve och norrut öka. Bl.a. har åkrarna runt Skändla ofta stått under vatten och försvårat markanvändningen.